# Општина Николаје Балческу (Калараш)
Николаје Балческу (рум. Nicolae Bălcescu) општина је у Румунији у округу Калараш.
Oпштина се налази на надморској висини од 54 m.